# Cuchilla del Pintado
Die Cuchilla del Pintado ist eine Hügelkette in Uruguay.
Die Hügelkette befindet sich auf dem Gebiet der Departamentos Florida und San José. Sie zieht sich aus der Cuchilla Grande Inferior abzweigend von Ombúes de Castilla nach Süden bis zum Quellgebiet des Arroyo de la Virgen hin und bildet dabei die Grenzregion der beiden Departamentos. Sodann erstreckt sie sich östlich des Arroyo de la Virgen und westlich des Río Santa Lucía Chico weiter nach Süden. In diesem Bereich liegen unter anderem die Ortschaften 25 de Mayo, Cardal und Independencia. Gegenüber dem Paso Juan Chazo bei 25 de Agosto endet sie. Ab dem dort gelegenen Kilometerpunkt 77 der Bahnstrecke Montevideo–Paso de los Toros wird die Gegend nunmehr als Cuchilla del Cardal bezeichnet.